# FC 후아레스
FC 후아레스(Fútbol Club Juárez)는 시우다드후아레스를 연고로 하는 멕시코의 축구단이다. 현재 리가 MX에 참가하고 있다.

## 우승
- 아센소 MX:1

2015A

## 선수 명단

### 현역
참고: FIFA 자격 규정에 따라 소속된 국가대표팀 국기를 표시합니다. 선수는 복수의 FIFA 비회원국 국적을 가지고 있을 수 있습니다.
| 번호 | 포지션 | 국적     | 이름                   |
| ---- | ------ | -------- | ---------------------- |
| 1    | GK     |          | 세바스티안 후라도 로카 |
| 3    | DF     | 콜롬비아 | 모이세스 모스케라      |
| 7    | MF     | 콜롬비아 | 디에고 발로예스        |
| 14   | MF     |          | 에드슨                 |
| 18   | MF     | 콜롬비아 | 아빌레스 우르타도      |
| 23   | MF     |          | 세바스찬 사우세도      |
| 31   | GK     |          | 베니 디아즈            |
| 33   | MF     |          | 아이토르 가르시아      |
| 34   | DF     |          | 랄프 오르킨            |

| 번호 | 포지션 | 국적 | 이름 |
| ---- | ------ | ---- | ---- |

### 역대
틀:FC 후아레스 선수 명단